# Dodecolopoda quasimi
Dodecolopoda quasimi är en havsspindelart som beskrevs av Sree et al. 1993. Dodecolopoda quasimi ingår i släktet Dodecolopoda och familjen Colossendeidae. Inga underarter finns listade i Catalogue of Life.